# Многонациональный корпус НАТО «Юго-Восток»
Многонациональный корпус НАТО «Юго-Восток» (англ. Multinational Corps Southeast, MNC SE) был сформирован 23 июля 2020 года. Штаб-квартира корпуса находится в румынском городе Сибиу.

## История

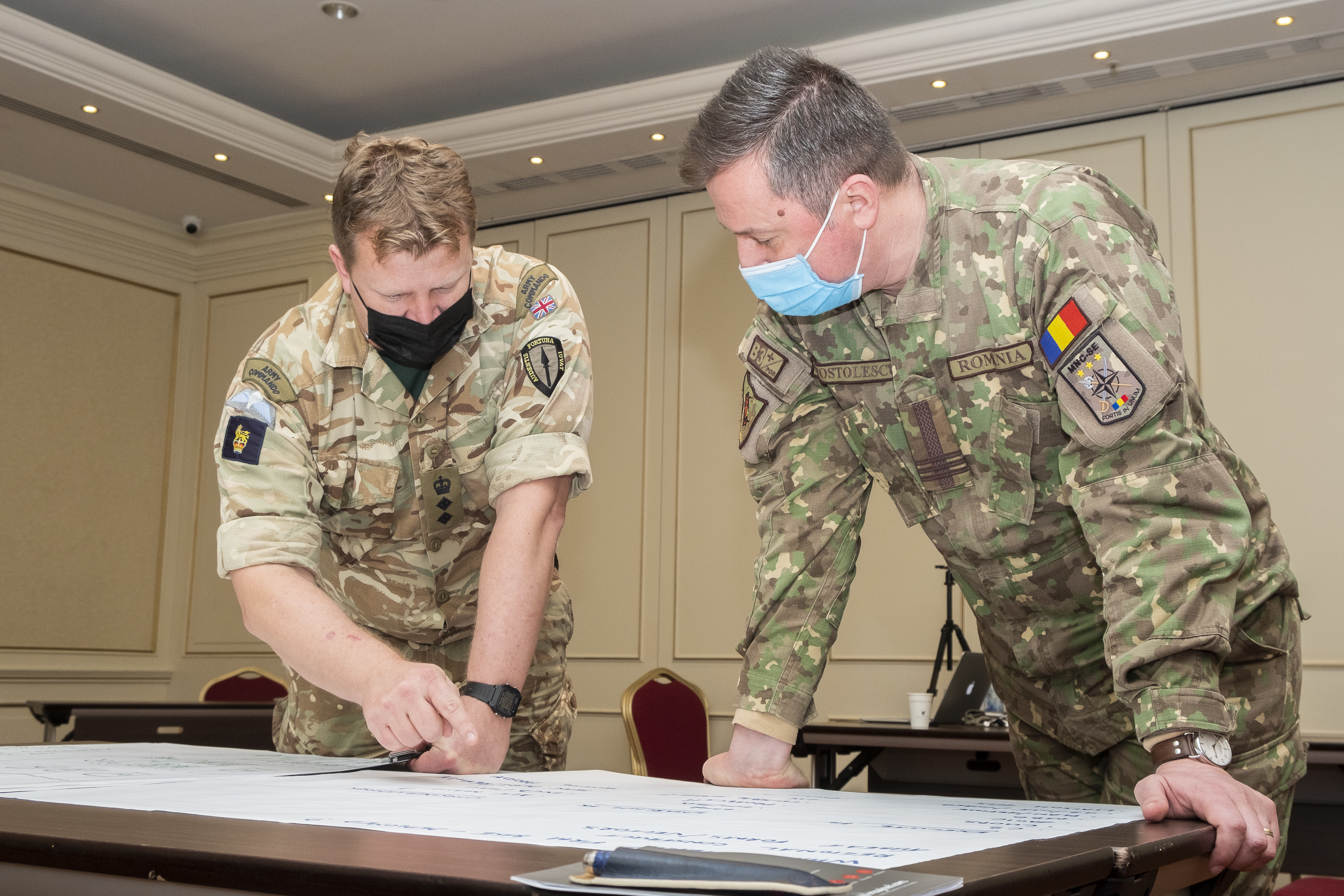
Офицеры корпуса во время учений Defender Europe-21

В связи с проведением общеевропейских манёвров DEFENDER EUROPE летом 2021 года в штаб-квартире НАТО в Брюсселе приняли решение усилить свой Восточный фланг на берегах Чёрного моря.

## Структура корпуса
- Штаб корпуса, Сибиу[5]
  - 46-й полк СВ Румынии[6]
  - Многонациональная дивизия НАТО «Юго-Восток»[англ.], Бухарест
    - Румынская бригада, Крайова
    - Болгарская бригада, Пловдив
    - Турецкая бригада, Стамбул
    - Американская бригада, Измир

## Командиры
- генерал-лейтенант Томаш Каталин Томеску (23 июля 2020 – 28 февраля 2022)
- генерал-майор Драгош Димитру Якоб (28 февраля 2022 – 15 января 2024)
- генерал-майор Кристиан Даниэль Дан (с 15 января 2024 – по настоящее время)